# Entre copas
Entre copas (título original: Sideways) es una comedia dramática de 2004 ganadora del Óscar al mejor guion adaptado, dirigida por Alexander Payne, a su vez autor del guion junto a Jim Taylor. Adaptada de la novela homónima de Rex Pickett, Sideways cuenta la historia de dos hombres cuarentones de personalidades opuestas, quienes hacen un viaje de una semana al condado de viñedos de Santa Bárbara, en California. Payne y Taylor, escritores del largometraje, ganaron múltiples premios por su libreto. Paul Giamatti y Thomas Haden Church, al igual que las actrices Virginia Madsen y Sandra Oh, en el papel secundario de dos chicas que se involucran sentimentalmente con los mencionados personajes, recibieron también elogios por su trabajo en la película.

## Argumento
Miles (Paul Giamatti), un divorciado traumatizado con su experiencia sentimental, novelista frustrado y aficionado al vino, lleva a su amigo y excompañero de cuarto de la universidad, Jack Cole (Thomas Haden Church) en un viaje de una semana a través del valle del condado vinícola de Santa Ynez. Miles quiere beber vino, comer comida fina, jugar golf, disfrutar el paisaje, y hacer pasar a Jack un buen momento. Jack es un seductor demasiado sexual; está buscando degustar su "último bocado de libertad" ya que está a punto de casarse. En el camino, Miles hace una parada para ver a su madre por su cumpleaños, y también aprovechar para sacarle un poco de dinero que ella tiene guardado. Durante la cena, queda claro que Miles aún tiene muchos sentimientos por su exesposa, Victoria.
Pronto después de su arribo al condado vinícola, se encuentran con Maya (Virginia Madsen), una camarera en la que Miles estaba algo interesado, y su amiga Stephanie (Sandra Oh), una empleada de un viñedo. Jack prontamente arregla una cita doble. Ninguno de los dos les cuenta a las mujeres acerca del inminente matrimonio de Jack. Antes de la cita, Miles para en un paisaje, donde recuerda nostálgico antiguos momentos con su exesposa. Jack le cuenta a Miles que ha estado hablando con Victoria, que ésta irá a la boda de él y que se ha vuelto a casar hace un mes. Atormentado por la noticia, Miles se deprime; piensa en olvidar todo y regresar a San Diego. Durante la doble cita, Jack se involucra con Stephanie. Miles, quien es familiar con la naturaleza impetuosa de Jack, lo deja, convencido de que la relación no durará mucho. Entretanto, alentado por Jack, trata de alejar a Victoria de su mente cortejando a Maya. Después de varios incómodos pero íntimos momentos, los dos terminan involucrados.
Al siguiente día, Miles accidentalmente le cuenta a Maya el hecho de que Jack está pronto a casarse. Ella, molesta, le cuenta a Stephanie. Enojada, ataca a Jack con un casco, quebrándole accidentalmente la nariz. Miles también recibe las malas noticias de que su novela ha sido rechazada otra vez, y su agente le advierte que es inútil volver a mandarla. Decepcionado, espera que el altercado con Stephanie haya aquietado la carga hormonal de Jack, pero este posteriormente conoce a Cammi, una camarera que la reconoce por su trabajo de actor. Se conocen y Jack se va a la casa de ella. Miles es despertado en el medio de la noche por Jack, quien fue atrapado en la cama con Cammi por su esposo y tuvo que correr desnudo de vuelta al motel. Entretanto, olvidó su billetera y sus anillos de boda en la casa de Cammi. Miles, desconcertado, accede a ayudarlo, entrando a la casa de Cammi mientras ésta tenía sexo con su esposo. El logra alcanzar la billetera, pero es perseguido por el esposo de Cammi desnudo, apenas escapando.
Para poder explicar la nariz rota a su prometida, Jack hace que el auto de Miles choque con un árbol (y eventualmente caiga en un hoyo). Su prometida cree la historia y siente lástima por él. En la boda de Jack, la exesposa de Miles, Victoria, le presenta su nuevo esposo a Miles y le dice que ella está embarazada de él. Miles, muy afectado por la noticia del embarazo de Victoria, se va a casa y toma su preciado Château Cheval Blanc cosecha 1961, el cual toma sin ceremonia alguna en un vaso plástico en un restaurante de comida rápida.
Toda esperanza parece haberse ido en la vida de Miles, pero un mes después del matrimonio de Jack, el llega a casa para darse cuenta de que Maya le dejó un mensaje en su buzón de voz. Ella le agradece por la carta que le escribió, y le dice que necesita tiempo para pensar sobre todo lo que pasó. Ella también dice que disfrutó su libro y que piensa que es un excelente escritor, aunque haya expresado cierta confusión sobre el final de la novela. Mientras su mensaje se reproduce somos privados de alguna información que pueda ayudar a explicar la perspectiva oscura del mundo que tiene Miles, la cual aparentemente ayudó a Maya a comprenderlo mejor. La película termina con Miles viajando de regreso al valle de Sanya Ynez y tocando la puerta de la casa de Maya.

## Reparto
- Paul Giamatti como Miles Raymond.

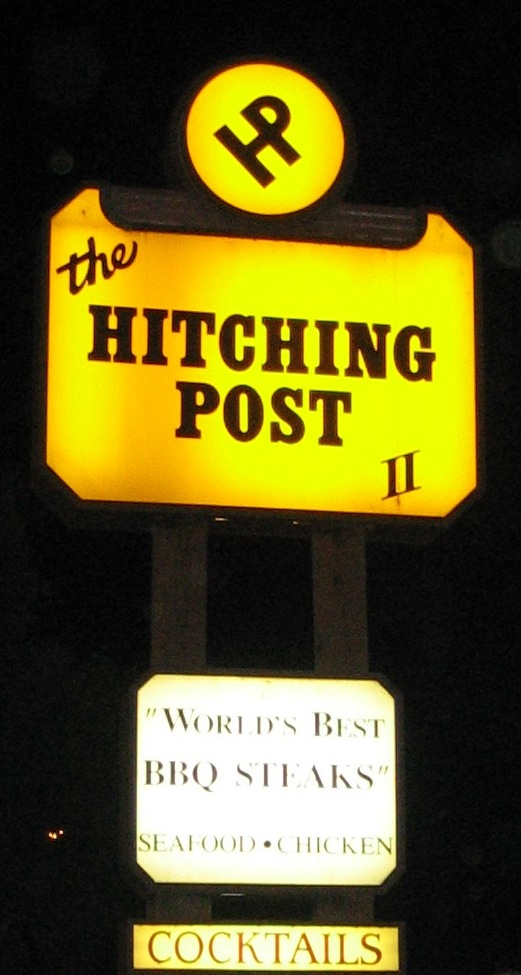
El restaurante The Hitching Post II en Buellton, California - donde Miles y Jack se encuentran con Maya por primera vez.

- Thomas Haden Church como Jack Lopate.
- Virginia Madsen como Maya Randall.
- Sandra Oh como Stephanie.
- Marylouise Burke como la madre de Miles.
- Jessica Hecht como Victoria.
- Missy Doty como Cammi.
- M.C. Gainey como el esposo de Cammi.
- Alysia Reiner como Christine Erganian.
- Shake Tukhmanyan como la señora Erganian.
- Shaun Duke como Mike Erganian.

## Banda sonora
La banda sonora original de la película fue compuesta y producida por Rolfe Kent. Fue nominada a un Globo de Oro a la mejor banda sonora.

### Lista de canciones
1. "Asphalt Groovin'" – 4:00
2. "Constantine Snaps His Fingers" – 3:03
3. "Drive!" – 3:56
4. "Picnic" – 2:15
5. "Lonely Day" – 1:40
6. "Wine Safari" – 2:13
7. "Miles' Theme" – 2:59
8. "Los Olivos" – 2:43
9. "Chasing the Golfers" – 3:03
10. "Walk to Hitching Post" – 2:32
11. "Abandoning the Wedding" – 3:25
12. "Slipping Away As Mum Sleeps" – 1:00
13. "Bowling Tango" – 0:49
14. "I'm Not Drinking Any Fucking Merlot!" – 1:13
15. "Miles And Maya" – 2:26

## Premios y nominaciones
77.ª edición de los Premios Óscar
| Categoría                          | Persona                    | Resultado |
| ---------------------------------- | -------------------------- | --------- |
| Oscar a la mejor película          | Oscar a la mejor película  | Nominada  |
| Oscar al mejor director            | Alexander Payne            | Nominado  |
| Oscar al mejor actor de reparto    | Thomas Haden Church        | Nominado  |
| Oscar a la mejor actriz de reparto | Virginia Madsen            | Nominada  |
| Oscar al mejor guion adaptado      | Alexander Payne Jim Taylor | Ganadores |

62.ª edición de los Globos de Oro
| Categoría                                            | Persona                                              | Resultado |
| ---------------------------------------------------- | ---------------------------------------------------- | --------- |
| Globo de Oro a la mejor película - Comedia o musical | Globo de Oro a la mejor película - Comedia o musical | Ganadora  |
| Globo de Oro al mejor director                       | Alexander Payne                                      | Nominado  |
| Globo de Oro al mejor actor - Comedia o musical      | Paul Giamatti                                        | Nominado  |
| Globo de Oro a la mejor actriz de reparto            | Virginia Madsen                                      | Nominada  |
| Globo de Oro al mejor actor de reparto               | Thomas Haden Church                                  | Nominado  |
| Globo de Oro al mejor guion                          | Alexander Payne Jim Taylor                           | Ganadores |
| Globo de Oro a la mejor banda sonora                 | Rolfe Kent                                           | Nominado  |

58.ª edición de los Premios BAFTA
| Categoría                     | Persona                    | Resultado |
| ----------------------------- | -------------------------- | --------- |
| BAFTA al mejor guion adaptado | Alexander Payne Jim Taylor | Ganadores |

20.ª edición de los Independent Spirit Awards (2004)
| Categoría               | Persona                    | Resultado |
| ----------------------- | -------------------------- | --------- |
| Mejor película          | Mejor película             | Ganadora  |
| Mejor actor             | Paul Giamatti              | Ganador   |
| Mejor actriz de reparto | Virginia Madsen            | Ganadora  |
| Mejor actor de reparto  | Thomas Haden Church        | Ganador   |
| Mejor director          | Alexander Payne            | Ganador   |
| Mejor guion             | Alexander Payne Jim Taylor | Ganadores |

50.ª edición de los Premios Sant Jordi
| Categoría                          | Persona       | Resultado |
| ---------------------------------- | ------------- | --------- |
| Mejor actor en película extranjera | Paul Giamatti | Ganador   |